# Mentats of Dune
Mentats of Dune è un romanzo di fantascienza del 2014 scritto da Brian Herbert e Kevin J. Anderson, ambientato nell'universo di Dune ideato da Frank Herbert. 
È il secondo della trilogia Great Schools of Dune, che si propone di descrivere la fondazione di diverse scuole che risultano importanti nei romanzi successivi di Dune, e come tale è un prequel del romanzo originale Dune di Frank Herbert del 1965.
Il romanzo è inedito in italiano.

## Trama
Le forze Butleriane anti-tecnologia di Manford Torondo sono cresciute in potenza e influenza, per questo il principe Roderick Corrino li interpreta come una minaccia verso suo fratello, l'Imperatore Salvador. Il magnate Josef Venport lo mette in guardia contro Torondo, le cui ingerenze si frappongono fra lui e i suoi affari. Nel frattempo Gilbertus Albans si preoccupa sempre di più per la sua scuola Mentat su Lampadas (e per la copia della macchina pensante Erasmus che si sta nascondendo lì) man mano che Torondo diventa più forte. Quando Gilbertus rifiuta di obbligare i suoi mentat a prestare giuramento ai Butleriani, la sua scuola viene invasa e viene rivelato il suo passato come “simpatizzante delle macchine”. Viene giustiziato da Manford, ma Anna Corrino scappa con Erasmus. Intanto scoppia una rivolta incitata da Torondo, durante la quale muore la figlia di Roderick. Salvador si impadronisce delle redditizie operazioni di estrazione della spezia su Arrakis di Venport, che paventa il costante pericolo dei giganteschi vermi delle sabbie per orchestrare l'assassinio dell'Imperatore.
Raquella Berto-Anirul ha ristabilito la sua scuola Bene Gesserit su Wallach IX, grazie all'aiuto di Josef Venport. Valya Harkonnen, che è ora una Reverenda Madre, recupera i computer nascosti da Rossak e spera di succedere alla moribonda Raquella come Madre Superiora. Raquella ritiene che l'unica speranza di sopravvivere per la Sorellanza è di far riconciliare le sorelle di Wallach IX con quelle della fazione di Dorotea, su Salusa Secundus. La sua salute è in declino, quindi convoca Dorotea alla Scuola e obbliga lei e Valya a mettere da parte i loro dissidi e lavorare insieme per il bene della Sorellanza. Raquella muore dopo averle nominate co-reggenti. Valya però è ancora rancorosa per il tradimento di Dorotea, e utilizza il suo nuovo potere della Voce per obbligare Dorotea a suicidarsi. In seguito Valya si dichiara Madre Superiora e si ingrazia il nuovo imperatore Roderick.
Vorian Atreides, sentendosi colpevole per la morte di Griffin Harkonnen, prova ad aiutare la sua famiglia in difficoltà economiche con una elargizione segreta di fondi alla loro impresa di caccia alle balene su Lankiveil. Poi viaggia su Caladan per incontrare i suoi discendenti, ma una tragedia inizia ad abbattersi sugli Atreides, Vorian capisce troppo tardi che Griffin e la sorella più giovane di Valya hanno attirato su di loro la vendetta degli Harkonnen.